# Postherpetična nevralgija
Postherpetična nevralgija je dolgotrajna pekoča bolečina s hiperpatijo (čezmerno občutljivostjo za bolečinske dražljaje še po prenehanju dražljaja), na mestu, kjer so bile herpetične kožne spremembe pri pasovcu (herpesu zostru). Gre za obliko nevropatske bolečine, ki se pojavi pri okoli 10–20 % bolnikov po zagonu pasovca. Njegova razširjenost je večja pri starostnikih.

## Patofiziologija
Postherpetična nevralgija se pojavi po izbruhu pasovca, izpuščaja, ki ga povzroči aktivacija virusa noric v telesu. Po prvotni okužbi z virusom, ki povzroči izbruh noric, virus običajno vztraja v latentni obliki v senzoričnih ganglijih prizadetih dermatomov (dermatom je kožno področje, ki ga oživčujejo aferentni aksoni iz enega spinalnega živca). Iz različnih razlogov se lahko kasneje v življenju virus aktivira in povzroči akutni izbruh pasovca. Po izbruhu pasovca se pri določenem deležu bolnikov (10 do 20 %) pojavi postherpetična bolečina v področju dermatomov, prizadetih zaradi pasovca. Bolečina lahko vztraja mesece ali celo leta.

### Dejavniki tveganja
Dejavniki tveganja za pojav postherpetične nevralgije po akutnem zagonu pasovca so:
- višja starost
- prodromska bolečina pred nastopom izpuščaja
- obsežnejše področje izpuščaja (zlasti če obsega več kot en dermatom)
- hujša bolečina ob akutnem zagonu pasovca

## Epidemiologija
Epidemiološki podatki o pogostnosti in razširjenosti postherpetične nevralgije se razlikujejo, odvisno od uporabljene opredelitve, vendar naj bi po ocenah okoli petina bolnikov s pasovcem tri mesece po zagonu bolezni poročala o postherpetični bolečini in 15 % jih o bolečini poroča še dve leti po zagonu pasovca.